# Алдын-оол, Хомушку Сайынотович
Хомушку Сайынотович Алдын-оол (1922—1981) — Заслуженный учитель школы РСФСР, ректор КГПИ (1964—1979), кандидат педагогических наук, автор букваря, методики преподавания тувинского языка в начальной школе (1966) и в средней школе (1972), пособия по выразительному чтению (1974).

## Биография
Родился в 1922 году в селе Аянгаты.
В 1935 году поступил в начальную школу Барун-Хемчикского кожууна, продолжил учёбу в школе № 1 города Кызыла.
В 1941 году был направлен учителем родного языка и истории в Чаданскую семилетнюю школу. В 1945 году поступил в педагогическое училище в Кызыле. В 1949 году, после успешного окончания педагогического училища, он поступил в Абаканский учительский институт. В 1951 году получает диплом учителя тувинского языка и литературы.
С 1953 по 1958 годы — директор Чаданской средней школы. В 1965 году заканчивает аспирантуру НИИ национальных школ РСФСР с успешной защитой диссертации. Первый из числа тувинской интеллигенции удостаивается учебной степени кандидата педагогических наук (по методике родного языка и литературы).

## Трудовая деятельность
С 1951 по 1953 годы — инспектор Тувинского облоно.
С 1953 по 1958 годы — директор Чаданской средней школы.
С 1958 по 1960 годы — директор школы № 2 г. Кызыла.
С 1960 по 1961 годы — методист кабинета родного языка областного института усовершенствования учителей .
С 1961 по 1962 годы — преподаватель родного языка Кызылского педагогического института.
С 1962 по 1965 годы — аспирант НИИ национальной школы РСФСР.
С 1965 по 1979 годы — ректор Кызылского государственного педагогического института.

## Научные труды

### Диссертация
- Методика обучения родной грамоте учащихся тувинских школ : автореферат диссертации на соискание ученой степени кандидата педагогических наук /Алдын-оол Хомушку Сайынотович . М.: 1965.[11]

### Учебники
- Алдын-оол, Хомушпу Сайынотович. Выразительное чтение / Х. С. Алдын-оол. — Кызыл : Тувин. кн. изд-во, 1983. — 43 с.[12]
- Алдын-оол, Хомушку Сайынотович. Букварь : Для подгот. и 1-го кл. / Х. С. Алдын-оол, В. С. Чылбак. — 2-е изд., перераб. — Кызыл : Тувинское книжное издательство, 1986. — 135 с.[13]

## Награды
- 1958 год — звание «Заслуженный учитель школы РСФСР»[14].
- 1960 год — орден Трудового Красного Знамени[15].
- 1972 год — Орден Ленина.

## Память
Муниципальное бюджетное общеобразовательное учреждение (средняя общеобразовательная школа) № 2 села Кызыл-Мажалык Барун-Хемчикского кожууна Республики Тыва носит имя Хомушку Алдын-оол Сайынотовича с 2000 года.